# Marlyne Sarah Ngongoa
Marlyne Sarah Ngongoa (* 7. Juli 1983) ist eine ehemalige kamerunische Weitspringerin.

## Sportliche Laufbahn
Erste internationale Erfahrungen sammelte Marlyne Sarah Ngongoa bei den Afrikaspielen 2011, bei denen sie mit windunterstützten 6,46 m die Silbermedaille hinter der Nigerianerin Blessing Okagbare-Ighoteguonor gewann und im Dreisprung mit 12,74 m auf Platz acht kam. Im Jahr darauf belegte sie bei den Afrikameisterschaften in Porto-Novo, mit 5,82 m den achten Platz. 2013 wurde sie bei den Spielen der Frankophonie mit 6,36 m Sechste und bei den Commonwealth Games in Glasgow im Jahr darauf mit 6,20 m Zehnte. Anschließend erreichte  sie bei den Afrikameisterschaften in Marrakesch mit 6,24 m Rang vier. Bei den Afrikaspielen 2015 in Brazzaville klassierte sie sich mit einer Weite von 6,11 m auf dem sechsten Platz und wurde bei den Militärweltspielen im südkoreanischen Mungyeong mit 6,14 m Siebte. 2016 gewann sie bei den Afrikameisterschaften in Durban mit 6,34 m die Bronzemedaille hinter der Nigerianerin Ese Brume und ihrer Landsfrau Joëlle Mbumi Nkouindjin. 2017 gewann sie bei den Islamic Solidarity Games in Baku mit 6,06 m die Bronzemedaille, wie auch mit der kamerunischen 4-mal-100-Meter-Staffel in 46,78 s. Anschließend belegte sie bei den Spielen der Frankophonie in Abidjan mit 5,91 m den sechsten Platz.

## Persönliche Bestleistungen
- Weitsprung: 6,52 m (+1,2 m/s), 30. Juli 2014 in Glasgow